# BYD S6

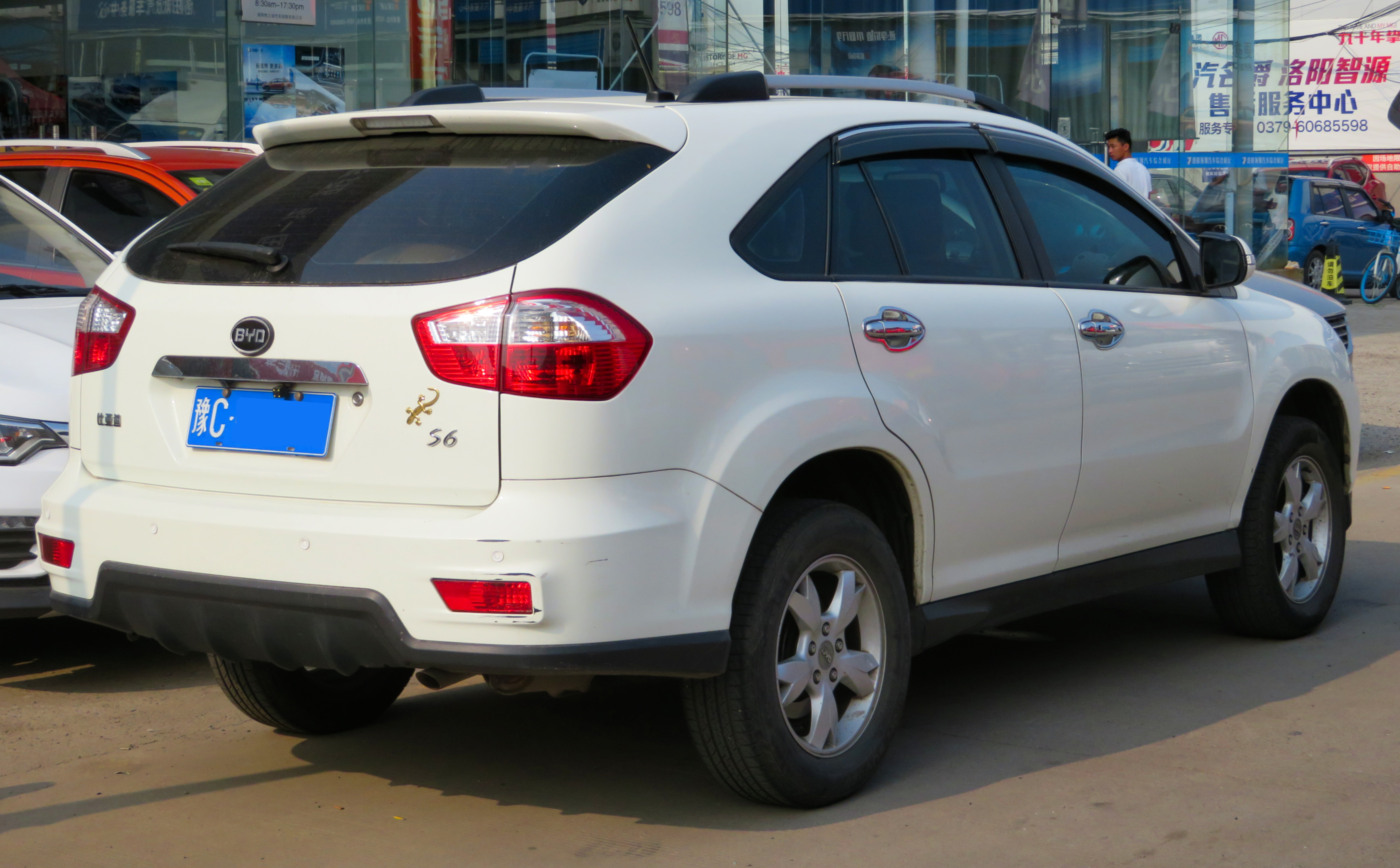
Heckansicht

Der BYD S6 ist ein Sport Utility Vehicle (SUV) des chinesischen Herstellers BYD Auto, einer Tochtergesellschaft des BYD-Konzerns. 2011 war er der meistverkaufte SUV in der Volksrepublik China.

## Geschichte
Der BYD S6 wurde erstmals im Frühjahr 2009 angekündigt, auf der Auto China 2010 als seriennaher Prototyp gezeigt und als Serienmodell auf der Guangzhou Auto Show 2010 ausgestellt. Der offizielle Verkaufsstart erfolgte im April 2011 auf der Auto Shanghai. Bis Ende des Jahres wurden bereits über 60.000 Fahrzeuge im Inland verkauft. Im gleichen Jahr startete der Export in einige GUS-Staaten.
Nachdem das Fahrzeug bei den anspruchsvollen C-NCAP-Crashtests (vergleichbar, aber nicht identisch mit Euro-NCAP-Tests) die bestmögliche 5-Sterne-Bewertung erhielt, wurde es in China zum SUV des Jahres 2011 gewählt.
Ab 2012 wurde der BYD S6 auch in Südamerika vermarktet. Im Dezember 2015 wurde der BYD S6 überarbeitet. BYD gewährt auf dieses Modell eine Garantie von vier Jahren (bzw. 100.000 km).

## Ausstattung
Alle Modelle sind serienmäßig mit einer Klimaanlage, einem dem Keyless Go vergleichbaren, schlüssellosen Startsystem sowie einer geschwindigkeitsabhängigen, automatischen Türverriegelung ausgestattet.
Die höherwertigen Modelle enthalten zusätzliche seitliche Vorhangairbags und eine Rückfahrkamera.
Die beheizbaren Außenspiegel enthalten ein Welcome-Licht, das den vor den Fahrzeugtüren liegenden Boden beleuchtet; der rechte Außenspiegel enthält zudem eine integrierte Kamera, die einen Teil des für den Fahrer nicht einsehbaren toten Winkels auf einem 7-Zoll-Farbmonitor abbildet.
Zum Serienumfang gehört ein von Bosch übernommenes Antiblockiersystem mit elektronischer Bremskraftverteilung.

## Technische Daten
|                                             | 1.5 TI                 | 2.0                    | 2.4                              |
| ------------------------------------------- | ---------------------- | ---------------------- | -------------------------------- |
| Bauzeitraum                                 | 09/2014–05/2016        | 04/2011–05/2016        | 04/2011–05/2016                  |
| Motorkenndaten                              |                        |                        |                                  |
| Motorart                                    | Ottomotor              | Ottomotor              | Ottomotor                        |
| Motorbauart                                 | Reihen-Vierzylinder    | Reihen-Vierzylinder    | Reihen-Vierzylinder              |
| Hubraum                                     | 1497 cm³               | 1991 cm³               | 2362 cm³                         |
| max. Leistung bei min−1                     | 113 kW (154 PS) / 5200 | 103 kW (140 PS) / 6000 | 123 kW (167 PS) / 6000           |
| max. Drehmoment bei min−1                   | 240 Nm / 1750–3500     | 186 Nm / 4000–4500     | 234 Nm / 4000                    |
| Kraftübertragung                            |                        |                        |                                  |
| Antrieb, serienmäßig                        | Vorderradantrieb       | Vorderradantrieb       | Vorderradantrieb                 |
| Getriebe, serienmäßig                       | 6-Gang-Schaltgetriebe  | 5-Gang-Schaltgetriebe  | 6-Gang-Schaltgetriebe            |
| Getriebe, optional                          | —                      | —                      | [6-Gang-Doppelkupplungsgetriebe] |
| Messwerte                                   |                        |                        |                                  |
| Höchstgeschwindigkeit                       | 180 km/h               | 180 km/h               | 185 km/h                         |
| Beschleunigung, 0–100 km/h                  |                        | 12,9 s                 | 12,5 s [13,9 s]                  |
| Kraftstoffverbrauch auf 100 km (kombiniert) |                        | 8,3 l Super            | 9,0 l Super [9,7 l Super]        |
| Tankinhalt                                  | 72 l                   | 72 l                   | 72 l                             |